# District de Ratlam
Le district de Ratlam  (hindi : रतलाम जिला) est un district  de l'état du Madhya Pradesh, en Inde,

## Géographie
Au recensement de 2011, sa population compte 1 454 483 habitants.
Son chef-lieu est la ville de Ratlam. 